# 13-я мотострелковая дивизия внутренних войск НКВД СССР

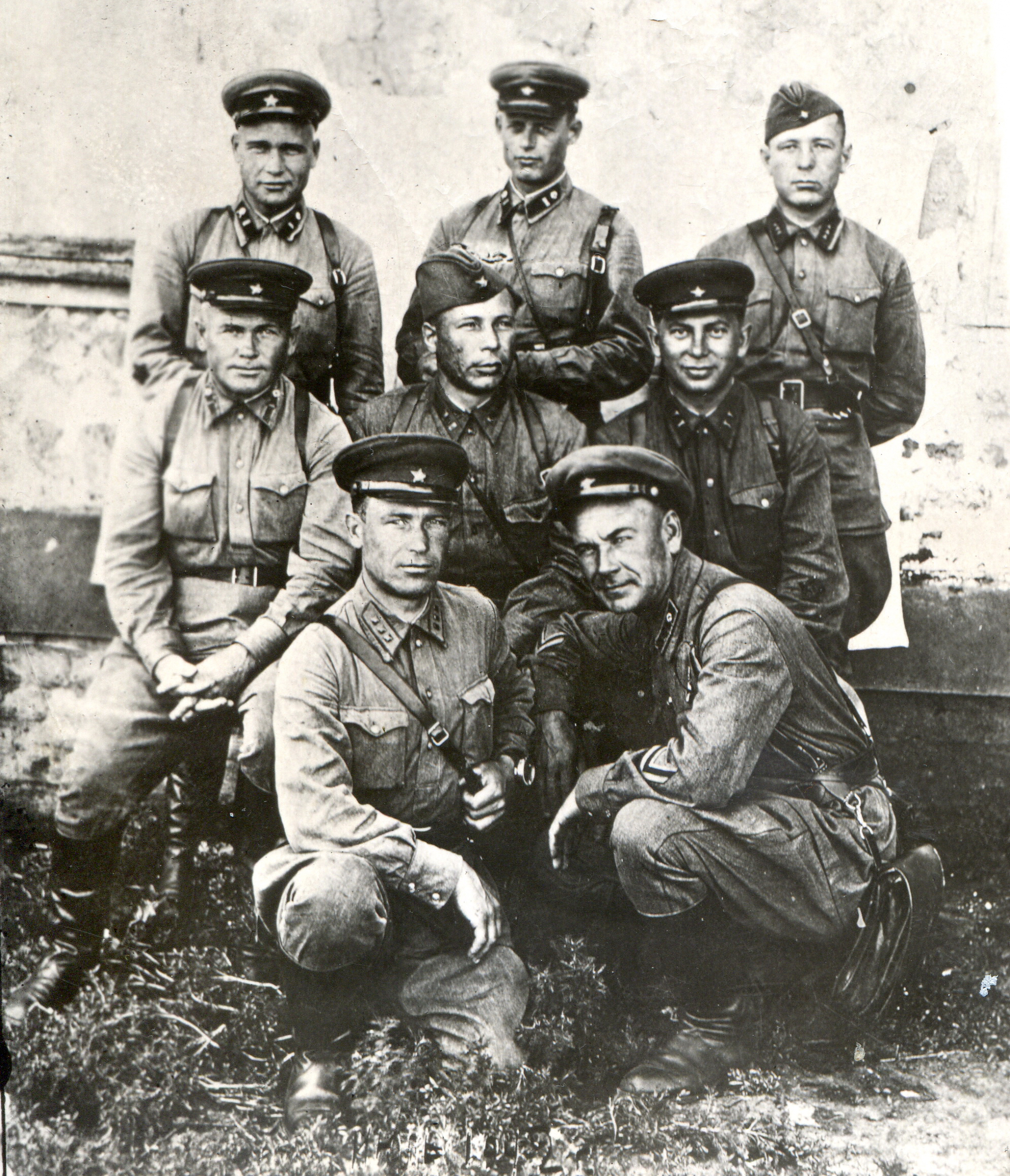
Командиры 13-й мотострелковой дивизии войск НКВД в день её передачи в РККА.

13-я мотострелковая дивизия внутренних войск НКВД — формирование (соединение, мотострелковая дивизия) внутренних войск НКВД ВС СССР в Великой Отечественной войне.
Сформирована в районе Воронежа в мае 1942 года на базе управления и частей 8-й мотострелковой дивизии внутренних войск НКВД.
В состав дивизии входили:
- управление дивизии;
- 4-й Краснознамённый мотострелковый полк;
- 266-й мотострелковый полк;
- 274-й мотострелковый полк.

Также в состав дивизии был передан 287-й стрелковый полк из 3-й стрелковой дивизии внутренних войск НКВД.

## Боевой путь
В составе 6-й армии Юго-Западного фронта дивизия участвовала в Харьковской операции. В марте — мае 1942 года дивизия вела наступление, а затем оборонялась в районе г. Изюм, держала оборону по рекам Северский Донец и Оскол. В составе 38-й армии вела бои в районе г. Купянск, 287-м стрелковым полком обороняя г. Воронеж, вела тяжёлые бои за Острогожск. Отойдя по приказу за реку Дон, сдержала наступление немцев на участке Листки — Белогоры. В июне 1942 года занимала оборонительный рубеж по реке Хопёр восточнее г. Борисоглебск.
Понеся значительные потери в боях, дивизия была выведена в Тесницкие лагеря (25 км севернее г. Тула) для переформирования.
Приказом НКВД СССР № 001547 от 28 июля 1942 во исполнение Постановления ГКО № 2100-сс от 26 июля 1942 дивизия была передана в состав Красной Армии.
Директивой ГШКА № орг/2/2172 от 2 августа 1942 переформирована в 95-ю стрелковую дивизию Красной Армии:
- 4-й Краснознамённый мотострелковый полк внутренних войск НКВД стал 90-м стрелковым полком[4];
- 266-й стрелковый полк — 161-м стрелковым полком;
- 274-й стрелковый полк — 241-м стрелковым полком[2].

Приказом НКВД СССР № 001692 от 15 августа 1942 г. 13-я мотострелковая дивизия внутренних войск НКВД исключена из состава войск НКВД за передачей в Красную Армию.

## Состав
Состав дивизии в Приказе НКВД СССР от 15 августа 1942 г. № 001692
об исключении из состава войск НКВД за передачей в Красную Армию:
13-я мотострелковая дивизия внутренних войск НКВД — Московский военный округ:
- управление дивизии;
- 4-й Краснознамённый мотострелковый полк;
- 266-й стрелковый полк;
- 274-й стрелковый полк;
- 289-й стрелковый полк;
- отдельная рота обеспечения;
- отдельная медико-санитарная рота.

## Командование
- Командир дивизии полковник Горишний Василий Акимович.
- Комиссар дивизии старший батальонный комиссар Власенко Илья Архипович.